# Develier
Develier (hist. Dietwiler) − miejscowość i gmina w Szwajcarii, w kantonie Jura, w okręgu Delémont. 

## Demografia
W Develier mieszka 1 371 osób. W 2020 roku 14,1% populacji gminy stanowiły osoby urodzone poza Szwajcarią. 

## Transport
Przez teren gminy przebiegają autostrada A16 oraz drogi główne nr 6 i nr 250. 